# Famiglia vincenziana
La Famiglia vincenziana comprende le congregazioni religiose e le comunità nate su ispirazione di san Vincenzo de' Paoli
Sorelle Ministri della carità di san Vincenzo di paoli.

## Composizione
La Famiglia vincenziana però non ha una propria personalità giuridica o canonica, rappresenta più che altro un vincolo culturale ed ideale.
La famiglia vincenziana comprende:
- l'Associazione internazionale della carità;
- la Congregazione della missione;
- le Figlie della carità di San Vincenzo de' Paoli;
- la federazione delle suore della carità oriunde di Strasburgo (congregazioni di Strasburgo, Paderborn, Fulda, Friburgo, Heppenheim, Vienna, Zagabria, Innsbruck, Hildesheim, Mananthavady...)
- le Suore della carità di Santa Giovanna Antida Thouret;
- i Fratelli della carità di Gent;
- la Società di San Vincenzo de' Paoli;
- i Fratelli della Beata Maria Vergine Madre della Misericordia;
- i Religiosi di San Vincenzo de' Paoli;
- la Gioventù mariana vincenziana;
- l'Associazione della medaglia miracolosa;
- i Missionari laici vincenziani;
- la federazione delle suore nordamericane di tradizione vincenziana-setoniana (suore di carità di New York, Halifax, Santa Marta di Antigonish, Sant'Elisabetta, Cincinnati, Seton Hill, Immacolata Concezione di Saint John, Nazareth, Leavenworth...);
- le Suore di carità di Nostra Signora, Madre della Misericordia;
- altri numerosi istituti fondati da lazzaristi o figlie della carità o che adottano, almeno nella sostanza, le regole comuni di san Vincenzo de' Paoli (Suore di carità delle Sante Bartolomea Capitanio e Vincenza Gerosa, Suore di carità dell'Immacolata Concezione, Suore nazarene della Passione, Suore del Getsemani, Suore di carità di Santa Maria, Sorelle ministre della carità di San Vincenzo de' Paoli, Sorelle della misericordia, Missionari servi dei poveri, Suore serve dei poveri, Suore dei poveri, serve del Sacro Cuore di Gesù, Suore di carità di Gesù e Maria, Suore di carità di San Vincenzo de' Paoli, Suore della carità di Sant'Anna, Suore di Nostra Signora della Consolazione, Missionarie figlie del Cuore di Maria, Suore di Maria della Medaglia Miracolosa...).

## Associazione Internazionale della Carità
La Compagnia della Carità è un'associazione femminile laicale fondata da san Vincenzo de Paoli nel 1617. La compagnia ha il compito di combattere le più svariate forme di povertà e di dare alle donne un ruolo sociale attivo. La comunità conta oggi circa 250.000 associate distribuite in ben cinquanta stati. Negli anni '60 del XX secolo molte associazioni nazionali hanno assunto una nuova denominazione, in Italia si è scelto il nome di "Gruppi di volontariato vincenziano" e le socie hanno deciso di non farsi più chiamare "dame della carità". Nel 1971, ventidue associazioni nazionali, riunite in assemblea straordinaria, hanno votato il nuovo statuto e adottato il nome di Associazione Internazionale delle Carità (A.I.C.).

## Congregazione della missione
La Congregazione della Missione è una "società di vita apostolica" composta da sacerdoti e da laici consacrati. I membri della congregazione assumono come compito l'evangelizzazione dei poveri in spirito di carità ed umiltà, soprattutto attraverso le missioni popolari. È stata fondata da San Vincenzo de' Paoli nel 1625. I suoi membri, circa tremilaottocento, sono anche detti Lazzaristi o Vincenziani.
È oggi presente in ottantacinque stati.

## Figlie della carità
La Compagnia delle Figlie della Carità fu fondata da Vincenzo de' Paoli e Luisa di Marillac il 29 novembre del 1633. Entrambi saranno poi proclamati santi.

Scopo dei fondatori non era quello di dar vita ad una congregazione religiosa, ma ad un sodalizio di donne che, senza voti pubblici, vivessero in comune e si dedicassero unicamente alla carità verso i più bisognosi. La scelta che oggi sembra normale all'epoca fu considerata rivoluzionaria. Nello statuto della comunità si stabiliva espressamente che le Figlie della Carità "non sono monache", cioè non sono tenute alla vita claustrale, a vivere nel convento dedicandosi alla preghiera ed ai lavori materiali. Le Figlie della Carità, a causa delle incomprensioni dei contemporanei, dovettero indossare un abito religioso, ma sono pur sempre state il primo istituto femminile cattolico non claustrale e sono, pertanto, divenute modello per le comunità femminili di vita attiva dei secoli successivi.

## Suore della carità
Questa congregazione viene fondata nel 1799, a Besançon, da Giovanna Antida Thouret, figlia della carità, che apre una scuola gratuita per le giovani ed una mensa per i poveri. Ben presto Giovanna fonda altre comunità nella Savoia, in Svizzera e nel Regno di Napoli. Nel 1819 giunse l'approvazione papale alla Regola di vita stilata da Giovanna Antida. Il Vescovo di Besançon, però, non accetta l'approvazione del Papa ed impedisce alle suore di riconoscere la stessa Giovanna Antida come Madre Generale, che sarà costretta a far ritorno a Napoli. Le Suore della Carità rientrano nella vasta Famiglia vincenziana perché fondate da una Figlia della carità e perché la stessa Giovanna Antida aveva additato loro quale modello San Vincenzo de Paoli.

## Società di San Vincenzo de' Paoli
La Società è stata fondata nel 1833 da un gruppo di laici, tra i quali il beato Federico Ozanam. Un giornalista, Emmanuel Bailly, organizzò, nel 1830, per alcuni studenti degli incontri, denominati "Conferenze di diritto e di storia". Il 23 aprile 1833 i giovani Ozanam, Le Taillandier, Lamache, Lallier, Devaux, Clavè e Bailly decisero di dare una maggiore strutturazione ai propri incontri. Furono stabiliti due punti fondamentali: la semplicità ed il fine pratico, attivo. I caratteri fondamentali della Conferenza, con il passar del tempo, furono così individuati:
- la laicità;
- la filiale sottomissione alla Chiesa cattolica;
- l'elevazione spirituale dei suoi membri e dei poveri assistiti;
- la semplicità dei rapporti tra i confratelli;
- la collegialità delle decisioni;
- la forma diretta della carità con le visite, non individuali, alle case delle famiglie povere.

Fu deciso di chiamare tali incontri "Conferenze di Carità". Le Conferenze vissero senza alcun regolamento per oltre due anni, fino a quando fu affidato il compito di redigerlo a Lallier, aiutato da Ozanam. Il regolamento fu approvato nel 1835 e le Conferenze assunsero il nome definitivo di "Società di San Vincenzo de Paoli". La Società ebbe il riconoscimento della Santa Sede con il Breve di papa Gregorio XVI nel 1845.

## Gioventù mariana vincenziana
La Gioventù mariana vincenziana è nata nel 1847 ad opera di padre Adalel. L'associazione è nata per rispondere ad una richiesta che la Vergine Maria  avrebbe fatto alla mistica Santa Caterina Laburè. I membri sono attualmente centoventicinquemila e sono presenti in sessantacinque nazioni.

## Associazione della medaglia miracolosa
L'associazione fu approvata nel 1909 da papa Pio X dopo il riconoscimento delle apparizioni mariane a santa Caterina Laburè, avvenute nel 1830. Scopo dell'associazione è diffondere la medaglia miracolosa, onorare la Vergine Maria, diffondere la conoscenza del dogma dell'Immacolata Concezione, evangelizzare i popoli ed, in particolare, le famiglia.

## Missionari laici vincenziani
È un'associazione di laici che sostengono le iniziative missionarie della Famiglia vincenziana. È nata nel 1999.